# Australian Open 2002
L'Australian Open 2002 è stata la 90ª edizione dell'Australian Open e prima prova stagionale dello Slam per il 2002. Si è disputato dal 14 al 27 gennaio 2002 sui campi in cemento del Melbourne Park di Melbourne in Australia.

## Risultati

### Singolare maschile
Thomas Johansson ha battuto in finale  Marat Safin con il punteggio di 3–6, 6–4, 6–4, 7–6(4)

### Singolare femminile
Jennifer Capriati ha battuto in finale  Martina Hingis con il punteggio di 4–6, 7–6(7), 6–2

### Doppio maschile
Mark Knowles /  Daniel Nestor hanno battuto in finale  Michaël Llodra /  Fabrice Santoro per 7–6(4), 6–3.

### Doppio femminile
Martina Hingis /  Anna Kurnikova hanno battuto in finale  Daniela Hantuchová /  Arantxa Sánchez per 6–2, 6(4)–7, 6–1.

### Doppio misto
Daniela Hantuchová /  Kevin Ullyett hanno battuto in finale  Paola Suárez /  Gastón Etlis con il punteggio di 6–3, 6–2

## Junior

### Singolare ragazzi
Clément Morel ha battuto in finale  Todd Reid con il punteggio di 6–4, 6–4

### Singolare ragazze
Barbora Strýcová ha battuto in finale  Marija Šarapova con il punteggio di 6–0, 7–5

### Doppio ragazzi
Ryan Henry /  Todd Reid hanno battuto in finale  Florin Mergea /  Horia Tecău per walkover

### Doppio ragazze
Gisela Dulko /  Angelique Widjaja hanno battuto in finale  Svetlana Kuznecova /  Matea Mezak con il punteggio di 6–2, 5–7, 6–4